# Liste von gusseisernen Brunnen im Taunus und Westerwald

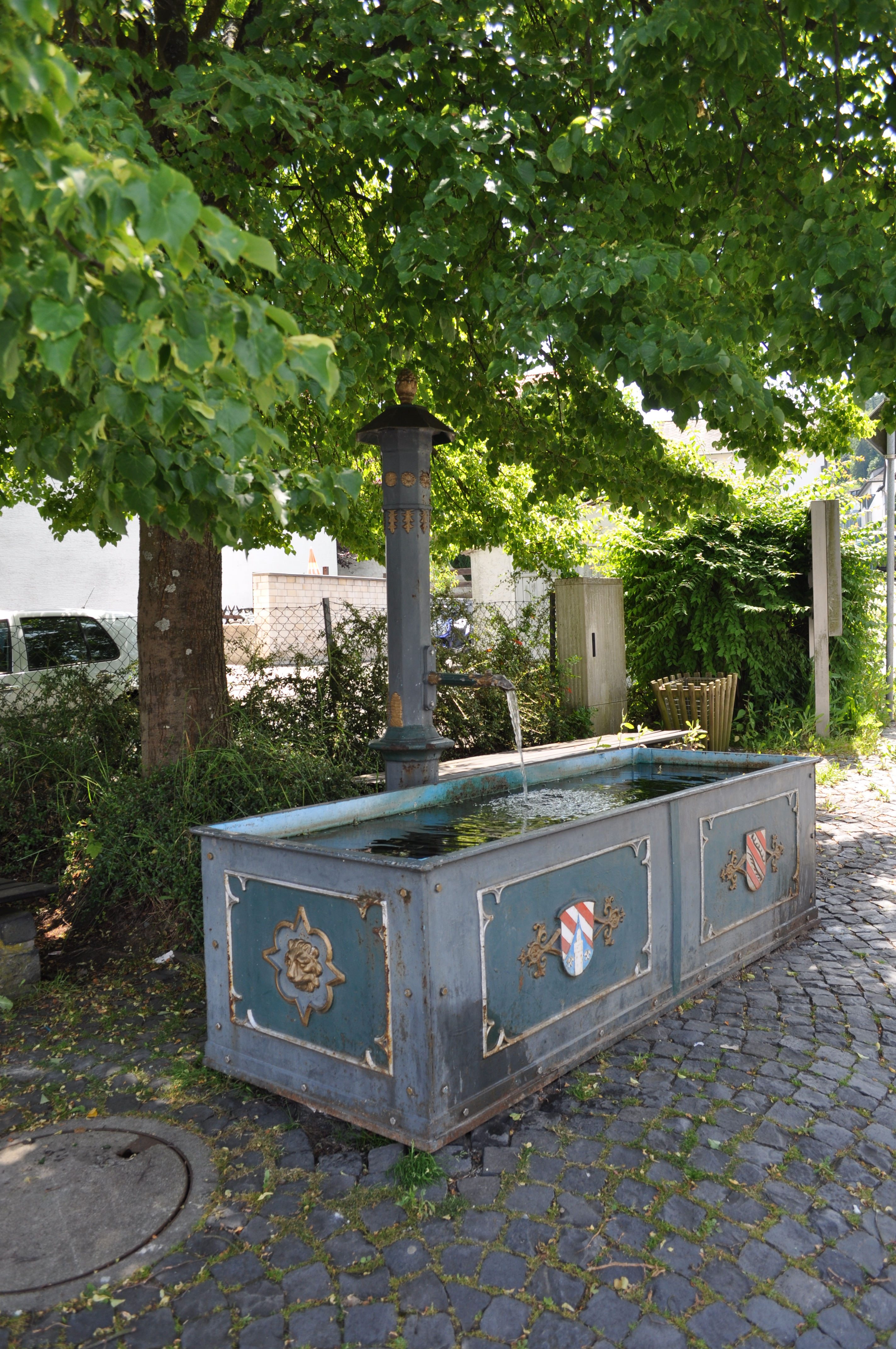
Brunnen in Niederreifenberg

Im Gebiet des Rheinischen Schiefergebirges, vornehmlich im Taunus und Westerwald, befinden sich in einer Vielzahl von Gemeinden Laufbrunnen aus Gusseisen. Diese Form der Wasserversorgung stellte im Taunus seit dem 19. Jahrhundert die übliche Form der dar. Mit dem Aufbau einer dezentralen Wasserversorgung ab Anfang des 20. Jahrhunderts haben sie ihre Funktion verloren. Heute sind die restaurierten Brunnen Schmuckstücke in sehr vielen Taunusdörfern und stehen vielfach unter Denkmalschutz.

## Vorgeschichte
Seit jeher war die Versorgung mit Wasser eine Voraussetzung für das Entstehen von menschlichen Siedlungen. Die überwiegende Zahl der Siedlungen erfolgte daher in der Nähe von Fließgewässern, aus denen die Bewohner Trink- und Nutzwasser schöpfen konnten. Mit der Bildung von Dörfern und Städten wurden im Taunus die einzelnen Gehöfte in Taunus über flache Einzelbrunnen mit Wasser versorgt, da die Entfernung zum nächsten Wasserlauf anstieg. Bedingt durch die Geologie des Taunus waren diese Brunnen vielfach wenig ertragreich, da der Taunusschiefer Regenwasser schnell in tiefe Lagen versickern lässt. Auch die Fließgewässer waren keine zuverlässigen Wasserspender, da die Böden im Taunus nur eine sehr geringe Speicherfähigkeit für Regenwasser bieten.
Spätestens ab dem 18. Jahrhundert wurde damit begonnen, eine zentrale Wasserversorgung aufzubauen. Diese bestand aus einem zentralen tiefen Brunnen hoher Kapazität und aus Laufbrunnen an verschiedenen Stellen des Dorfes, die mit Leitungen aus dem Brunnen gespeist wurden. Diese Laufbrunnen bestanden jeweils aus einem hölzernen Trog und einem Zulauf, aus dem dieser gefüllt wurde. Über einen Überlauf wurde nicht verbrauchtes Wasser an den nächsten, tiefer gelegenen Laufbrunnen weitergeleitet.
Solche Brunnen waren flächendeckend vorhanden. Die Statistik weist für das Jahr 1885 im Regierungsbezirk Wiesbaden 1239 Laufbrunnen und 1780 Brunnen mit Pumpe aus.

### Gusseiserne Brunnen
Diese Technik hatte jedoch den Nachteil mangelnder Haltbarkeit und Hygiene. Das verwendete Holz verrottete im Lauf der Zeit, wurde undicht und ließ sich nicht gut reinigen. Daher wurden in Gegenden, in denen geeignete Steine verfügbar waren, derartige Laufbrunnen aus Sandstein oder ähnlichem Material gefertigt. Im Taunus standen keine geeigneten Natursteine zur Verfügung. Daher wurden in nahezu allen Taunusorten die Brunnen in der zweiten Hälfte des 19. Jahrhunderts durch Laufbrunnen aus Gusseisen ersetzt.
Die Brunnen waren handwerklich aber nach einem einheitlichen Aufbau gefertigt. Sie bestanden aus zwei bis sechs (vereinzelt mehr) gleich großen Eisenplatten, die Vorder- und Rückseite bildeten, und jeweils einer gleich großen Seitenplatte. Diese Platten waren individuell mit unterschiedlichen Motiven verziert.

## Herkunft
Dort wo die Herkunft der Brunnen erforscht ist, haben sich zwei Haupthersteller ergeben: Die Michelbacher Hütte sowie die Gießerei von Buderus in Audenschmiede. Eine dritte Bauform ist noch keinem Hersteller zugeordnet. Vereinzelt wurden Brunnen in neuerer Zeit rekonstruiert oder nach altem Vorbild hergestellt. Abgesehen von wenigen Sonderfällen lassen sich die Brunnen zwei Haupttypen zuordnen, die vermutlich mit den beiden Herstellern korrelieren.

### Typ Michelbach
Diese Brunnen tragen oft vertikale, horizontale und/oder diagonale Streben als Verzierung, in der Plattenmitte befinden meist sich gleichmäßige Akanthusrosetten. Es existieren aber auch komplett schmucklose Exemplare, manche Brunnen haben Füße. Auf einigen ist Michelbacher Hütte als Inschrift eingegossen.

### Typ Audenschmiede
Von diesen Brunnen wird bei manchen Exemplaren in der Literatur oder in Denkmallisten Buderus in Audenschmiede als Herkunft angenommen. Gemeinsames Merkmal aller dieser Brunnen ist die neogotische Randverzierung der Platten. Als Zierornamente finden sich kreuzförmige Akanthusrosetten, Löwenköpfe oder ein bärtiger Männerkopf. Diese Ornamente sind oft entweder von einem gepunkteten Kreisbogen oder verschnörkelten Linien eingerahmt. Sehr oft besitzen diese brunnen eine aufwändige, achteckige Brunnensäule; einzelne eine rechteckige mit Pyramidendach.

### Typ Lahn-Dill
Diese Brunnen eines unbekannten Herstellers existieren in rechteckiger oder achteckiger Form. Die meisten kommen im Westerwald beziehungsweise im Lahn-Dill-Kreis vor. Charakteristisch sind zahlreiche vertikale Zierstreben mit Blütenrosetten gleicher Zahl am oberen Rand. Die rechteckigen Tröge weisen ungeteilte, lange Seitenelemente auf, die mit Doppelkanten aneinander stoßen. Von diesen existieren auch schmucklose Exemplare.

### Weitere Typen
Abgesehen von den beiden am meisten vorkommenden Typen finden sich einige „Sonderlinge“. Die Brunnen in Birlenbach und Laimbach weichen völlig von den anderen Bauarten ab, die Säulen der beiden sind jedoch sehr ähnlich. Der Marktbrunnen in Ober-Rosbach besitzt auch individuelle Trogplatten, seine Säule jedoch ähnelt sehr jenen der Brunnen aus Audenschmiede. Eine ähnliche Säule besitzt auch der Brunnen in Kubach, dessen Trogzier wiederum der des Brunnens in Köppern entspricht.

### Modernere Typen
Einige Brunnentröge sind nicht wie die vorhergehenden Typen aus mehreren Platten zusammengesetzt, sondern in einem Stück gegossen, was auf eine nuere Entstehungszeit hindeutet. Sie finden auch bei Zierbrunnen Anwendung. Dazu kommen rekonstruierte Typen nach historischem Vorbild, wie jene im Hessenpark hergestellte Exemplare nach mutmaßlich Audenschmieder Vorlage.

## Liste der Brunnen im Taunus
| Ort                 |                        | Beschreibung | Bauform Trog             | Bauform Zulauf      | Herkunft kursiv = unbelegt          | Jahr         | Foto                                                                  |
| ------------------- | ---------------------- | --- | ------------------------ | ------------------- | ----------------------------------- | ------------ | --------------------------------------------------------------------- |
| Anspach             | 50.289605 8.508678     | Löwenköpfe auf beiden Schmalseiten und Akanthusrosetten auf den dreigliedrigen Längsseiten. 2017 erfolgte eine Sanierung des Brunnens und der Zuleitungen. Der Brunnen wurde aus Quellwasser der Wacht, der Wasserscheide zwischen Usbach und Erlenbach gespeist. | rechteckig, dreifeldrig  | Mauer/Wand          | Audenschmiede                       | 0            | Brunnen in Anspach                                                    |
| Anspach             | 50.290702 8.507688     | Vor der Kirche in Anspach steht ein sechseckiger Laufbrunnen. Die Verzierung ähnelt dem Brunnen in Ober-Rosbach. | sechseckig               | Säule               | 0                                   | 0            | Brunnen in Anspach, Langgasse                                         |
| Bärstadt            | 50.102321 8.073234     | Gusseiserner Laufbrunnen der Zeit kurz vor 1900, hergestellt in der Michelbacher Hütte (Inschrift). Standort am Platz in der Ortsmitte. Besonders langer rechteckiger Brunnentrog, durch aufgesetzte Stege eingeteilt in fünf jeweils mit einer Akanthusrosette verzierte Felder. Achteckiger Brunnenpfosten mit Knaufbekrönung. | rechteckig, sechsflächig | Säule               | Michelbacher Hütte                  | 0            | Brunnen in Bärstadt                                                   |
| Bärstadt            | 50.101441 8.074821     | achteckiger Brunnenpfosten mit Knauf in Form einer Blattknospe. Standort am überbauten Wallufbach/Ortskanal. | rechteckig, fünffeldrig  | Säule               | Michelbacher Hütte                  | 0            | Brunnen in Bärstadt, Wallufstraße                                     |
| Bermbach            | 0                      | 0 | rechteckig, zweifeldrig  | Säule               | Rekonstruktion                      | 1995         | Brunnen in Bermbach                                                   |
| Bettendorf          | 50.233598 7.870519     | 0 | rechteckig, vierfeldrig  | Säule               | Michelbacher Hütte                  | 0            | Brunnen in Bettendorf                                                 |
| Beuerbach           | 50.280009 8.207428     | Gusseiserner Dorfbrunnen, zu Ende des vergangenen Jh. wahrscheinlich in der Michelbacher Hütte gegossen. Rechteckiger Trog mit Feldeinteilung, diagonalen Stegen und Akanthusrosetten. Achteckige, asymmetrisch gesetzte Brunnensäule mit ornamentaler Verzierung, Wasserauslauf in Form eines Tierkopfes. Dokument der ländlichen Wasserversorgung um die Jahrhundertwende; Element der Ortsmitte. Standort durch unvorteilhafte Veränderungen der Umgebung stark beeinträchtigt. | rechteckig, zweifeldrig  | Säule               | Michelbacher Hütte                  | 0            | Brunnen in Beuerbach                                                  |
| Birlenbach          | 50.357888 8.004714     | 0 | achteckig                | Säule               | 0                                   | 1874         | weitere Bilder                                                        |
| Bönstadt            | 50.285235 8.850823     | Einige Kilometer vom Taunusrand entfernt in der Wetterau befindet sich in Bönstadt ebenfalls ein Laufbrunnen mit gusseiserner Säule und einem Steintrog. | Stein                    | Säule (rechteckig)  | 0                                   | 1871         | Brunnen in Bönstadt                                                   |
| Born                | 50.159526 8.102663     | Laufbrunnen aus Gusseisen, hergestellt vielleicht in der Michelbacher Hütte in der Zeit um die Jahrhundertwende. Achteckige Brunnensäule mit profiliertem Abschluss. Der rechteckige Brunnentrog zeigt ein ungewöhnliches Blendarkadenmotiv mit Halbsäulen und Bogenfries in romanisierenden Formen. Element des dörflichen Straßenbildes, 1985 an neuem Standort an der Mühlenbergstraße aufgestellt. | rechteckig               | Säule               | Michelbacher Hütte                  | 0            | weitere Bilder                                                        |
| Brandoberndorf      | 50.434619 8.496331     | Sehr niedrige Ausführung | rechteckig, zweifeldrig  | Säule               | Audenschmiede                       | 0            | Brunnen in Brandoberndorf                                             |
| Dasbach             | 0                      | 0 | rechteckig, vierfeldrig  | Pumpsäule           | Michelbacher Hütte                  | 0            | Brunnen in Dasbach                                                    |
| Dietkirchen         | 0                      | 0 | rechteckig, dreifeldrig  | Mauer/Wand          | modern                              | 0            | Brunnen in Dietkirchen                                                |
| Diez                | 0                      | 0 | rechteckig, einfeldrig   | Rohrleitung         | 0                                   | 0            | Brunnen in Diez                                                       |
| Edelsberg           | 50.461255 8.314761     | Ungewöhnlich schmaler, fast quadratischer Trog | rechteckig, einfeldrig   | Säule               | Audenschmiede                       | 1874         | Brunnen in Edelsberg                                                  |
| Egenroth            | 50.187619 7.950823     | Laufbrunnen mit eisernem Trog, gegossen möglicherweise in der Michelbacher Hütte kurz vor der Jahrhundertwende. Verbreiteter Typus mit rechteckigem, durch Stege in Felder eingeteiltem Trog mit je mittig aufgesetzten Akanthus-Rosetten. Anstelle des Brunnenstockes jetzt die wiederverwendete Säule eines Pumpenbrunnens. Element des dörflichen Straßenbildes, Relikt der historischen Wasserversorgung. | rechteckig, zweifeldrig  | Pumpsäule (laufend) | Michelbacher Hütte                  | 0            | 0                                                                     |
| Emmershausen        | 50.364925 8.37582      | 0 | rechteckig, dreifeldrig  | Säule               | Audenschmiede                       | 0            | Brunnen in Emmershausen                                               |
| Finsternthal        | 50.293911 8.413607     | Der Brunnen in Finsternthal wurde erst Mitte der 1990er Jahre aufgestellt. Mit Hilfe von Spendengeldern und Selbsthilfe wurde der Brunnen aus gusseisernen Platten aus dem Bestand des Hessenparks erbaut und durch eine Rohrleitung aus einer Quelle am Mauloffer Berg mit Wasser gespeist. | rechteckig, zweifeldrig  | Säule               | Rekonstruktion                      | Mitte 1990er | Brunnen in Finsternthal                                               |
| Gemünden            | 50.359096 8.405811     | Brunnen in für das Weiltal typischer Bauform, Nachbau mit Elementen möglicherweise aus Audenschmiede | rechteckig, zweifeldrig  | Säule               | Nachbau                             | 1995         | Brunnen in Gemünden                                                   |
| Grävenwiesbach      | 50.387373 8.454468     | Standort: Bachstraße/Mönstädter Straße. Löwenköpfe auf beiden Frontplatten. Eine Seitenplatte des Brunnens war Teil der Gusseisenausstellung im Hessenpark. Der Brunnen stammte wahrscheinlich aus Audenschmiede. | rechteckig, zweifeldrig  | Säule               | Audenschmiede                       | 0            | Brunnen in Grävenwiesbach                                             |
| Grebenroth          | 50.19943 7.931804      | Gusseiserner Trog eines Laufbrunnens aus dem letzten Viertel des vergangenen Jahrhunderts, Herkunft möglicherweise aus der Michelbacher Hütte. Der langrechteckige Trog zeigt eine gängige Einteilung in vier Felder mit aufgesetzten Akanthusrosetten. Der Brunnen wurde vielleicht vom ursprünglichen Standort am ehemaligen Wiegehäuschen in der Ortsmitte hierher versetzt, der zugehörige originale Wasserauslauf fehlt. Dokument der dörflichen Wasserversorgung um die Jahrhundertwende. | rechteckig, vierfeldrig  | Mauer/Wand          | Michelbacher Hütte                  | 0            | Brunnen in Grebenroth                                                 |
| Hambach             | 50.192613 8.180072     | Laufbrunnen mit völlig schmucklosem, vielleicht erneuertem gusseisernen Trog und verzierter Säule. Der Brunnen erhält sein Wasser aus drei Quellfassungen in der Bornwiese. Er diente der dörflichen Wasserversorgung anstelle des im Ortsbereich verrohrten Baches. Historischer Bestandteil der Ortsmitte. | rechteckig, einfeldrig   | Pumpsäule           | 0                                   | 0            | Brunnen in Hambach                                                    |
| Hasselbach          | 50.339253 8.344214     | Der Brunnen ist mit Löwenköpfen auf den Schmalseiten versehen und stellt das gleiche Modell dar, wie in Anspach | rechteckig, dreifeldrig  | Säule               | Audenschmiede                       | 1888         | Brunnen in Hasselbach                                                 |
| Hausen-Arnsbach     | 50.309259 8.502174     | Der Brunnen ist eine Replik der historischen Brunnen und steht an dem Platz des früheren Betonbrunnens an der Hauptstraße. | rechteckig, zweifeldrig  | Säule               | Michelbacher Hütte                  | 0            | Brunnen in Hausen-Arnsbach                                            |
| Heftrich            | 50.219763 8.33294      | Laufbrunnen mit besonders stark dimensioniertem viereckigen Pfosten aus Gusseisen mit Pyramidenabschluss, aufgelegten Ornamenten und Wasserauslauf in Form eines Tierkopfes. Der originale gusseiserne Trog wurde durch einen rechteckigen Betontrog ersetzt. Der zu Ende des 19. Jh. vielleicht in der Michelbacher Hütte entstandene Brunnen diente der Wasserversorgung des nach 1800 südlich der Ortsmauer entstandenen Erweiterungsgebietes Neugasse/Biengasse. Die städtebauliche Funktion als östlicher Abschluss der Blickachse Schule – Neugasse erklärt die ungewöhnliche Betonung des Pfostens als Architekturelement in seiner noch klassizistisch geprägten Form. | rechteckig, dreifeldrig  | Säule (rechteckig)  | Audenschmiede                       | 0            | Brunnen in Heftrich                                                   |
| Heftrich            | 50.220465 8.330561     | 0 | achteckig                | Säule               | Michelbacher Hütte                  | 1877         | Brunnen in Heftrich                                                   |
| Hessenpark          | 0                      | Im Hessenpark sind mehrere gusseiserne Brunnen aus dem Taunus und dem Westerwald wieder aufgebaut worden. | rechteckig, dreifeldrig  | Säule               | Audenschmiede                       | 0            | Ein gusseiserner Brunnen im Hessenpark                                |
| Hessenpark          | 0                      | Im Hessenpark sind mehrere gusseiserne Brunnen aus dem Taunus und dem Westerwald wieder aufgebaut worden. | achteckig                | Säule               | 0                                   | 0            | Zweiter gusseiserner Brunnen im Hessenpark vor dem Haus aus Launsbach |
| Hirschhausen        | 50.496163 8.334318     | Der Brunnen in Hirschhausen unterhalb der Kirche ist mit zwei gusseisernen Platten geschmückt. | rechteckig, zweifeldrig  | Säule               | modern                              | 0            |                                                                       |
| Holzhausen über Aar | 50.209597 8.088727     | Laufbrunnen mit gusseisernerem Brunnentrog in der Klosterstraße vom Ende des 19. Jh., aus der Michelbacher Hütte mit Brunnensäule an der Längsseite. Rechtecktrog (ca. 250 × 100 cm) mit einteiligen Längsseiten. Einteilung der Seiten in fünf bzw. zwei durch Stege optisch unterteilte Felder; diese sind diagonal durchkreuzt. Im Mittelpunkt jeweils aufgesetzte Vierpassornamente. Umfangreiche Sanierung im Jahr 2020, | rechteckig, fünffeldrig  | Säule               | Michelbacher Hütte                  | 1880         | weitere Bilder                                                        |
| Holzhausen über Aar | 50.209284 8.088031     | Laufbrunnen aus Gusseisen in der Festerbachstraße, in der Michelbacher Hütte kurz vor 1900 hergestellt; 1991 saniert. Kannelierte Säule mit Knaufbekrönung, quergestellter Rechtecktrog (ca. 250 × 100 cm) mit Einteilung in vier Felder. In jeder Feldmitte eine Akanthusrosette. An der in der Ortsmitte erweiterten Durchfahrtsstraße besitzt der Brunnen auch städtebauliche Qualität. Dahinter befindet sich der - früher offene -Brandweiher. | rechteckig, vierfeldrig  | Säule               | Michelbacher Hütte                  | 1890         | weitere Bilder                                                        |
| Holzhausen über Aar | 50.209454 8.089589     | Laufbrunnen aus Gusseisen in der Vombachstraße | rechteckig, zweifeldrig  | Säule               | Michelbacher Hütte                  | 0            | weitere Bilder                                                        |
| Holzhausen über Aar | 50.208606 8.088572     | Laufbrunnen aus Gusseisen in der Hirsenstraße | rechteckig, sechseckig   | Säule               | Michelbacher Hütte                  | 0            | weitere Bilder                                                        |
| Hundstadt           | 0                      | In Hundstadt befinden sich allein fünf Brunnen dieses Typs. Ein Brunnen ist schmucklos, ein weiterer schmäler. Der Brunnen Hauptstraße 24 stammt aus dem Jahr 1871, die drei anderen aus 1893. | rechteckig, zweifeldrig  | Säule               | Audenschmiede                       | 1893         | Hundstadt, Brunnen Hauptstrasse, Weilerweg                            |
| Hundstadt           | 0                      | In Hundstadt befinden sich allein fünf Brunnen dieses Typs. Ein Brunnen ist schmucklos, ein weiterer schmäler. Der Brunnen Hauptstraße 24 stammt aus dem Jahr 1871, die drei anderen aus 1893. | rechteckig, zweifeldrig  | Steinsäule          | Audenschmiede                       | 1893         | Hundstadt, Brunnen Hauptstrasse                                       |
| Hundstadt           | 0                      | In Hundstadt befinden sich allein fünf Brunnen dieses Typs. Ein Brunnen ist schmucklos, ein weiterer schmäler. Der Brunnen Hauptstraße 24 stammt aus dem Jahr 1871, die drei anderen aus 1893. | rechteckig, einfeldrig   | Säule               | Audenschmiede                       | 1893         | Hundstadt, Brunnen Naunstädter Weg                                    |
| Hundstadt           | 0                      | In Hundstadt befinden sich allein fünf Brunnen dieses Typs. Ein Brunnen ist schmucklos, ein weiterer schmäler. Der Brunnen Hauptstraße 24 stammt aus dem Jahr 1871, die drei anderen aus 1893. | rechteckig, zweifeldrig  | Säule               | 0                                   | 1893         | Hundstadt, Brunnen Hauptstrasse 75                                    |
| Hundstadt           | 0                      | In Hundstadt befinden sich allein fünf Brunnen dieses Typs. Ein Brunnen ist schmucklos, ein weiterer schmäler. Der Brunnen Hauptstraße 24 stammt aus dem Jahr 1871, die drei anderen aus 1893. | rechteckig, zweifeldrig  | Säule               | Audenschmiede                       | 1871         | Hundstadt, Brunnen Hauptstrasse 24                                    |
| Kaltenholzhausen    | 0                      | In Kaltenholzhausen befinden sich allein sechs Brunnen dieses Typs. Die Brunnen Kirberger Straße, vor Nr. 9 und Kirberger Straße, gegenüber Nr. 15/17 stammen aus der Michelbacher Hütte und stehen unter Denkmalschutz. | rechteckig, dreifeldrig  | Säule               | Michelbacher Hütte                  | 0            | Kaltenholzhausen, Brunnen vor Kirberger Straße 9                      |
| Kaltenholzhausen    | 0                      | In Kaltenholzhausen befinden sich allein sechs Brunnen dieses Typs. Die Brunnen Kirberger Straße, vor Nr. 9 und Kirberger Straße, gegenüber Nr. 15/17 stammen aus der Michelbacher Hütte und stehen unter Denkmalschutz. | rechteckig, vierfeldrig  | Säule               | Michelbacher Hütte                  | 0            | Kaltenholzhausen, Brunnen gegenüber Kirberger Straße 15–17            |
| Kaltenholzhausen    | 0                      | In Kaltenholzhausen befinden sich allein sechs Brunnen dieses Typs. Die Brunnen Kirberger Straße, vor Nr. 9 und Kirberger Straße, gegenüber Nr. 15/17 stammen aus der Michelbacher Hütte und stehen unter Denkmalschutz. | rechteckig, zweifeldrig  | Säule               | modern, Aluguss, Fa. Hess Villingen | 0            | Kaltenholzhausen, Brunnen vor Kirberger Straße 25                     |
| Kaltenholzhausen    | 0                      | In Kaltenholzhausen befinden sich allein sechs Brunnen dieses Typs. Die Brunnen Kirberger Straße, vor Nr. 9 und Kirberger Straße, gegenüber Nr. 15/17 stammen aus der Michelbacher Hütte und stehen unter Denkmalschutz. | rechteckig, einfeldrig   | Säule               | modern, Aluguss, Fa. Hess Villingen | 0            | Kaltenholzhausen, Laufbrunnen Ringstraße                              |
| Kaltenholzhausen    | 0                      | In Kaltenholzhausen befinden sich allein sechs Brunnen dieses Typs. Die Brunnen Kirberger Straße, vor Nr. 9 und Kirberger Straße, gegenüber Nr. 15/17 stammen aus der Michelbacher Hütte und stehen unter Denkmalschutz. | Trichter                 | Pumpsäule           | Theodor Ohl                         | 0            | Kaltenholzhausen, Pumpenbrunnen Ringstraße                            |
| Kaltenholzhausen    | 0                      | In Kaltenholzhausen befinden sich allein sechs Brunnen dieses Typs. Die Brunnen Kirberger Straße, vor Nr. 9 und Kirberger Straße, gegenüber Nr. 15/17 stammen aus der Michelbacher Hütte und stehen unter Denkmalschutz. | Trichter                 | Pumpsäule           | Theodor Ohl                         | 0            | Kaltenholzhausen, Brunnen Waldstraße                                  |
| Kettenbach          | 50.247161 8.076405     | Gusseiserner Laufbrunnen, Modell der Michelbacher Hütte, in regionaltypischer Form – Säule mit Knauf, rechteckiger Trog mit Feldeinteilung, Gittermotiv und Rosetten. Wie zahlreiche Dorfbrunnen in der Umgebung um 1900 aufgestellt (1898 wurde die zentrale Wasserleitung in Kettenbach ausgebaut). An dieser Stelle ist ein Brunnen seit ca. 300 Jahren urkundlich nachgewiesen. | rechteckig, zweifeldrig  | Säule               | Michelbacher Hütte                  | 0            | 0                                                                     |
| Ketternschwalbach   | 50.265582 8.151352     | Gusseiserner Laufbrunnen, wahrscheinlich aus der Produktion der Michelbacher Hütte um die Jahrhundertwende. Gängiges, immer wieder leicht variiertes Modell, hier mit Einteilung des rechteckigen Troges in drei Felder mit aufgesetzten Akanthusrosetten. Kannelierte Brunnensäule mit Knauf und Wasserauslauf in Form eines Tierkopfes. Dokument der dörflichen Wasserversorgung, gleichzeitig traditionelles Element des Straßenbildes. | rechteckig, dreifeldrig  | Säule               | Michelbacher Hütte                  | 0            | Brunnen in Ketternschwalbach                                          |
| Köppern             | 50.276313 8.651024     | Ursprünglich 1847 als Laufbrunnen vor dem Gebäude „Poststelle See“ Ecke Köpperner Straße/Ecke Im Pfarrgarten aufgestellt. Nachdem 1912 eine Wasserleitung in Köppern verlegt worden war, wurden auch dort die bestehenden Laufbrunnen nicht mehr benötigt und der Brunnen auf den Friedhof versetzt. 2016 erfolgte im Zuge der Neugestaltung der Köpperner Straße eine Sanierung des Brunnens, der an der Köpperner Straße vor der Linde aufgestellt wurde. | rechteckig               | Pumpsäule           | Lahn-Dill                           | 1847         | Brunnen in Köppern                                                    |
| Kröftel             | 50.225473 8.380439     | Brunnen nach altem Vorbild 1991 vom Heimatverein aufgestellt | rechteckig, dreifeldrig  | Säule               | Nachbau                             | 1991         | Brunnen in Kröftel                                                    |
| Kubach              | 50.47300602 8.30335214 | Brunnen der nassauischen Eisenindustrie wohl aus Diez. | achteckig                | Säule               | Lahn-Dill                           | 1860         | Brunnen in Kubach                                                     |
| Kubach              | 50.472502 8.299369     | Gegenüber der Kirche gelegen | rechteckig, zweifeldrig  |                     | Audenschmiede                       |              |                                                                       |
| Laimbach            | 50.465417 8.354449     | Der Brunnen in Laimbach ist ein vergleichsweise frühes und überdurchschnittlich aufwendiges Beispiel eines Brunnens aus der nassauischen Kleingussindustrie und steht unter Denkmalschutz. | rechteckig, dreifeldrig  | Säule               | 0                                   | 1862         | Brunnen in Laimbach                                                   |
| Laubach             | 0                      | Der Brunnen in Laubach auf der Stockheimer Seite wurde 2011 in Privatinitiative saniert. | rechteckig, zweifeldrig  | Mauer/Wand          | Audenschmiede                       | 1887         | Brunnen in Laubach                                                    |
| Massenheim          | 50.03897 8.383362      | Originalgetreue Bronze-Nachbildung des Pfortenborns von 1880 | rechteckig, dreifeldrig  | Säule               | Nachbau (Audenschmiede)             | (1880)       | Pfortenborn Massenheim                                                |
| Mauloff             | 50.283989 8.3995       | Mauloff verfügt sogar über 2 Brunnen, beide in der Ringstraße, der eine gegenüber Hausnummer 13, der andere vor der Hausnummer 7. Letzterer ist doppelt so tief (nicht hoch) wie die meisten anderen Brunnen dieses Typs, die kurze Seite ist zweifeldrig. Der obere Brunnen wird von einer Quelle im Wald gespeist. Das Wasser aus diesem Brunnen läuft dann in eine Zisterne, die der Feuerwehr als Löschwasserreservoir dient und daraus in den unteren Brunnen. | rechteckig, zweifeldrig  | Säule               | Audenschmiede                       | 0            | Brunnen in Mauloff vor Nr. 7                                          |
| Mauloff             | 50.283891 8.397768     | Mauloff verfügt sogar über 2 Brunnen, beide in der Ringstraße, der eine gegenüber Hausnummer 13, der andere vor der Hausnummer 7. Letzterer ist doppelt so tief (nicht hoch) wie die meisten anderen Brunnen dieses Typs, die kurze Seite ist zweifeldrig. Der obere Brunnen wird von einer Quelle im Wald gespeist. Das Wasser aus diesem Brunnen läuft dann in eine Zisterne, die der Feuerwehr als Löschwasserreservoir dient und daraus in den unteren Brunnen. | rechteckig, dreifeldrig  | Steinsäule          | Audenschmiede                       | 0            | Brunnen in Mauloff gegenüber Nr. 13                                   |
| Naunstadt           | 0                      | 0 | rechteckig, zweifeldrig  | Säule               | Audenschmiede                       | 0            | Brunnen in Naunstadt                                                  |
| Niederauroff        | 50.220004 8.234932     | Der Brunnen in der Brunnenstraße wurde möglicherweise in der Michelbacher Hütte hergestellt und steht unter Denkmalschutz. | rechteckig, vierfeldrig  | Säule               | Michelbacher Hütte                  | 0            | Brunnen in Niederauoff                                                |
| Niederlauken        | 50.343878 8.430385     | Niederlauken verfügt über drei Brunnen. Der Brunnen in der Ratsgasse vor dem Backhaus mit der aufwändigen Säule stammt aus dem Jahr 1887. Er steht unter Denkmalschutz. Mit der Einrichtung des Wassernetzes 1911 verlor der Brunnen seine Bedeutung. | rechteckig, zweifeldrig  | Säule               | Audenschmiede                       | 1887         | Brunnen in Niederlauken in der Ratsgasse                              |
| Niederlauken        | 50.344466 8.428252     | In der Grundgasse befindet sich ein zweiter, schmuckloser Brunnen. Auch dieser steht unter Denkmalschutz. | rechteckig, zweifeldrig  | Mauer/Wand          | Audenschmiede                       | 0            | Brunnen in Niederlauken in der Grundgasse                             |
| Niederlauken        | 50.344921 8.433195     | Ein dritter Brunnen befindet sich nahe der Kirche bei der Ratsgasse 6 | rechteckig, vierfeldrig  | Mauer/Wand          | Audenschmiede                       | 0            | Brunnen in Niederlauken in der Ratsgasse                              |
| Niederreifenberg    | 50.243671 8.42652      | Als Zierelemente finden hier Wappen Verwendung | rechteckig, zweifeldrig  | Säule               | Audenschmiede                       | 0            | Brunnen in Niederreifenberg                                           |
| Oberauroff          | 50.213057 8.239561     | Der Brunnen in der Straße „Am Dorfbrunnen“ wurde 1898 (gemäß Datum an der Schmalseite) möglicherweise in der Michelbacher Hütte hergestellt und steht unter Denkmalschutz. Die Brunnensäule hat einen Wasserauslauf in Form eines Tierkopfes. Er steht an der Freifläche am Aufgang zum Kirchhof. | rechteckig, zweifeldrig  | Säule               | Audenschmiede                       | 1898         | Brunnen in Oberauroff                                                 |
| Oberems             | 50.236868 8.403983     | 0 | rechteckig, zweifeldrig  | Säule               | Michelbacher Hütte                  | 0            | Brunnen in Oberems                                                    |
| Oberems             | 50.236913 8.401939     | sechseckiger Laufbrunnen | sechseckig               | Säule               | modern                              | 0            |                                                                       |
| Oberems             | 50.237376 8.404906     | In der Hauptstraße steht ein kleiner quadratischer Laufbrunnen | quadratisch, einfeldrig  | Säule               | modern                              | 0            |                                                                       |
| Oberjosbach         | 0                      | Durch privates Engagement wurde 2003 die Wiedererrichtung des alten Dorfbrunnens von Anwohnern finanziert und in Eigenleistung aufgestellt | rechteckig, dreifeldrig  | Pumpsäule           | Rekonstruktion                      | 2003         | Brunnen in Oberjosbach                                                |
| Oberlibbach         | 50.206019 8.192153     | Gusseiserner Trog eines Dorfbrunnens aus der Zeit um 1900 wahrscheinlich in der Michelbacher Hütte produziert. Der Laufbrunnen steht heute neben dem ehemaligen Rathaus, in der Nähe des hier überbauten Libbachs. | rechteckig, zweifeldrig  | Säule               | Michelbacher Hütte                  | 0            | Brunnen in Oberlibbach                                                |
| Oberrod             | 0                      | Der Brunnen ist angeblich 1893 aus Neuenhain übernommen worden. | rechteckig, dreifeldrig  | Säule               | Audenschmiede                       | 0            | Brunnen in Oberrod                                                    |
| Ober-Rosbach        | 50.304427 8.690623     | Die Platten des Trogs sind individuell (vgl. Neu-Anspach), die Säule jedoch gleicht jenen der Brunnen aus Audenschmiede. | achteckig                | Säule               | 0                                   | 0            | Marktbrunnen in Ober-Rosbach                                          |
| Oberseelbach        | 50.188212 8.296157     | Der Brunnen aus der Zeit um 1900 befindet sich in der Mitte des Ortes in der Hauptstraße | rechteckig, zweifeldrig  | Säule               | Michelbacher Hütte                  | 0            | Brunnen in Oberseelbach                                               |
| Oelsberg            | 50.198393 7.835899     | Zwei Tröge beiderseits der Säule | rechteckig, zweifeldrig  | Säule               | Michelbacher Hütte                  | 0            | Brunnen in Oelsbach                                                   |
| Ohren               | 50.299777 8.18697      | In der Ortsmitte auf neuer Platzanlage. Das gusseiserne Becken trägt neugotischen Dekor, die kannelierte Säule einen Pinienzapfen und Tierkopf-Auslauf. Als künstlerisch gestalteter Laufbrunnen ein Produkt der nassauischen Eisengussindustrie und für die dörfliche Wasserversorgung des 19. Jahrhunderts ein Erinnerungsmal. | rechteckig, dreifeldrig  | Säule               | Audenschmiede                       | 0            | Brunnen in Ohren                                                      |
| Panrod              | 50.255409 8.131873     | Gusseiserner Laufbrunnen, Modell der Michelbacher Hütte, auf der Kopfseite ursprünglich mit einem Löwenkopf. | sechseckig, zweifeldrig  | Säule               | Michelbacher Hütte                  | 0            | Brunnen in Panrod                                                     |
| Riedelbach          | 50.300977 8.392299     | Der Brunnen weist eine aufwändige quadratische Brunnensäule auf. Schmuckstück dieser Säule ist eine weibliche Figur mit Fackel, eine Allegorie des Todes. | rechteckig, dreifeldrig  | Säule (rechteckig)  | Audenschmiede                       | 0            | Brunnen in Riedelbach                                                 |
| Riedelbach          | 50.301868 8.394363     | Ein zweiter gusseiserner Brunnen befindet sich in Riedelbach auf einem Privatgrundstück Langgasse 29 | rechteckig, dreifeldrig  | Pumpsäule           | Audenschmiede                       | 0            | Brunnen in Riedelbach, Langgasse 29                                   |
| Riedelbach          | 50.301928 8.394541     | Im Gegensatz zu den anderen beiden Brunnen ist der Trog des dritten Brunnens in der Langstraße aus Stein gemauert, besitzt aber eine gusseiserne Brunnensäule. Die Inschrift weist ihn als einen der ältesten Laufbrunnen im Taunus aus. | Stein                    | Säule               | 0                                   | 1834         |                                                                       |
| Rod an der Weil     | 50.340711 8.377787     | Der Brunnen steht direkt zwischen Weiltalstraße und Weil | rechteckig, zweifeldrig  | Säule               | Audenschmiede                       | 0            | Brunnen in Rod an der Weil                                            |
| Selters             | 50 8                   | 0 | rechteckig, dreifeldrig  | Säule               | Audenschmiede                       | 0            | Brunnen in Selters                                                    |
| Stierstadt          | 50.181569 8.583172     | Der Stierstadter Brunnen aus dem Jahr 1898 stand ursprünglich vor dem Rathaus und wurde 2003 zum 25. Brunnenfest saniert und auf dem Platz vor der Feuerwehr aufgestellt. | rechteckig, einfeldrig   | Säule               | 0                                   | 1898         |                                                                       |
| Stierstadt          | 50.18203 8.582104      | Der Wete-Brunnen in Stierstadt, ein rechteckiger Laufbrunnen aus dem Jahr 1893, steht unter Denkmalschutz | rechteckig, einfeldrig   | Säule               | 0                                   | 1893         |                                                                       |
| Strinz-Margarethä   | 50.204783 8.136594     | achteckige Säule mit Knaufbekrönung. Relativ kleiner rechteckiger Trog. Jede Seite aus einem gerahmten Feld bestehend; in der Mitte ornamentales Reliefmedaillon, an der nördlichen Schmalseite mit Löwenkopf. Element der um die Mitte des 19. Jh. bebauten Pfalzstraße. | rechteckig, einfeldrig   | Säule               | Audenschmiede                       | 1888         | Brunnen in Strinz-Margarethä                                          |
| Strinz-Trinitatis   | 50.236684 8.157965     | In der Panroder Straße neu aufgestellter Brunnen aus Gusseisen, ursprünglich hergestellt vielleicht in der Michelbacher Hütte. Pfosten mit Pumpe, jetzt als Laufbrunnen. Rechtecktrog eingeteilt in drei Felder mit Medaillonverzierung und Löwenköpfen. Dokument dörflicher Wasserversorgung um die Jahrhundertwende, Bestandteil des Straßenbildes. | rechteckig, dreifeldrig  | Säule               | Audenschmiede                       | 0            | Brunnen in Strinz-Trinitatis                                          |
| Treisberg           | 50.295578 8.436729     | Der Brunnen steht vor der Alte Schule. Da der Brunnen defekt war, wurde er 2017 durch einen ähnlichen Nachbau ersetzt. | rechteckig, einfeldrig   | Säule               | Nachbau                             | 2017         | Alter Brunnen in Treisberg · Neuer Brunnen in Treisberg               |
| Wallrabenstein      | 50.267453 8.233878     | Gusseiserner Pumpenbrunnen, wahrscheinlich ein Produkt der Michelbacher Hütte aus der Zeit kurz vor 1900. Nach Renovierung vor der Kirche neu aufgestellt. Verzierte Säule mit Auslauf in Form eines Tierkopfes. Rechteckiger Trog eingeteilt in drei Felder mit ornamentalen Motiven und Löwenköpfen. | rechteckig, dreifeldrig  | Pumpsäule           | Audenschmiede                       | 0            | Brunnen in Wallrabenstein                                             |
| Walsdorf            | 50.270548 8.280746     | Gusseiserner Laufbrunnen in der Idsteiner Straße aus der Zeit kurz vor 1900, wahrscheinlich aus der Produktion der Michelbacher Hütte stammend. Glatte Säule mit Aufsatz, Auslauf in Form eines Tierkopfes. Rechtecktrog eingeteilt in 3/1-Felder mit unterschiedlicher aufgesetzter Ornamentik. | rechteckig, dreifeldrig  | Säule               | Michelbacher Hütte                  | 0            | Brunnen in Walsdorf                                                   |
| Wehrheim            | 50.301426 8.570173     | Der Brunnen in Wehrheim aus dem Jahr 1883 steht am Stadttor. Er stand ursprünglich am Hof Manck und seit 1983 am Bürgerhaus, von wo er 2014 an den jetzigen Standort versetzt wurde. | rechteckig, dreifeldrig  | Säule               | Audenschmiede                       | 1883         | Brunnen in Wehrheim                                                   |
| Weilburg            | 50.486875 8.260581     | Vorstadt-Brunnen, um 1880 aufgestellt, ursprünglich durch eine Mauernische geschützt. 1959 abgebaut, 1978 saniert und am alten Schulhof wiederaufgestellt. | rechteckig, dreifeldrig  | Säule (rechteckig)  | Audenschmiede                       | 0            | Brunnen in Weilburg                                                   |
| Winden              | 0                      | Der Brunnen in Winden trägt die Jahreszahl 1895 | rechteckig, dreifeldrig  | Säule               | Audenschmiede                       | 1895         | Brunnen in Winden                                                     |
| Wolfenhausen        | 50.380489 8.3179       | In Wolfenhausen gibt es drei eiserne, historistisch dekorierte Dorfbrunnen, die alle aus dem Jahr 1884 stammen und unter Denkmalschutz stehen. Der in der Grabenstraße (bei Hellstraße 1) ist dreifeldrig, mit Rosetten und Löwenköpfen dekoriert. Der in der Grabenstraße (bei Hellstraße 1) ist zweifeldrig und trägt die Jahreszahl 1893. Der in der Lupusstraße (bei Nr. 11) ist ebenfalls zweifeldrig. | rechteckig, zweifeldrig  | Säule               | Audenschmiede                       | 1884         | Brunnen Lupusstraße in Wolfenhausen                                   |
| Wolfenhausen        | 50.380655 8.317592     | In Wolfenhausen gibt es drei eiserne, historistisch dekorierte Dorfbrunnen, die alle aus dem Jahr 1884 stammen und unter Denkmalschutz stehen. Der in der Grabenstraße (bei Hellstraße 1) ist dreifeldrig, mit Rosetten und Löwenköpfen dekoriert. Der in der Grabenstraße (bei Hellstraße 1) ist zweifeldrig und trägt die Jahreszahl 1893. Der in der Lupusstraße (bei Nr. 11) ist ebenfalls zweifeldrig. | rechteckig, dreifeldrig  | Säule               | Audenschmiede                       | 1884         | Brunnen, Grabenstraße (bei Nr. 7)                                     |
| Wolfenhausen        | 50.381926 8.319842     | In Wolfenhausen gibt es drei eiserne, historistisch dekorierte Dorfbrunnen, die alle aus dem Jahr 1884 stammen und unter Denkmalschutz stehen. Der in der Grabenstraße (bei Hellstraße 1) ist dreifeldrig, mit Rosetten und Löwenköpfen dekoriert. Der in der Grabenstraße (bei Hellstraße 1) ist zweifeldrig und trägt die Jahreszahl 1893. Der in der Lupusstraße (bei Nr. 11) ist ebenfalls zweifeldrig. | rechteckig, zweifeldrig  | Säule               | Audenschmiede                       | 1884         | Brunnen, Grabenstraße (bei Hellstraße 1)                              |
| Wüstems             | 50.254362 8.385664     | Der Brunnen in Wüstems steht in der Langgasse | rechteckig, zweifeldrig  | Säule               | Audenschmiede                       | 0            | Brunnen in Wüstems                                                    |

## Liste der gusseisernen Brunnen im Westerwald
| Ort                                                            | Beschreibung | Bauform Trog                           | Bauform Zulauf                         | Herkunft kursiv = unbelegt                            | Jahr           | Foto                                       |
| -------------------------------------------------------------- | --- | -------------------------------------- | -------------------------------------- | ----------------------------------------------------- | -------------- | ------------------------------------------ |
| Alsbach (Westerwald) 50° 27′ 47,9″ N, 7° 39′ 35,7″ O           | Denkmalschutz, Lage: Burgstraße, bei Nr. 1 | rechteckig, dreiflächig                | Pumpsäule (laufend)                    | 0                                                     | 0              | weitere Bilder                             |
| Atzelgift 50° 41′ 48″ N, 7° 49′ 31,9″ O                        | Denkmalschutz, Lage: Marienstätter Straße | sechseckig                             | Pumpsäule (laufend)                    | 0                                                     | 0              | weitere Bilder                             |
| Bellingen (Westerwald) 50° 35′ 21,9″ N, 7° 54′ 21,2″ O         | Denkmalschutz, Lage: Schulstrasse, bei Nr. 7. Zwei rechteckige Brunnen, der kleinere als Überlauf des größeren. Schmuck mit farbigen, symmetrischen Vogelfiguren. | rechteckig, dreiflächig                | Pumpsäule (laufend)                    | 0                                                     | 0              | weitere Bilder                             |
| Bellingen (Westerwald) 50° 35′ 38,8″ N, 7° 54′ 25,7″ O         | Denkmalschutz, Lage: Bergstraße, bei Nr. 13 | rechteckig, dreiflächig                | Pumpsäule (laufend)                    | 0                                                     | 0              | weitere Bilder                             |
| Bladernheim 50° 24′ 17,3″ N, 7° 52′ 1,9″ O                     | Denkmalschutz, Lage: Mittelaustraße | rechteckig, vierflächig                | Pumpsäule (laufend)                    | 0                                                     | 0              | weitere Bilder                             |
| Bretthausen 50° 40′ 13,6″ N, 8° 4′ 21,8″ O                     | Denkmalschutz, Lage: Brunnenstraße | rechteckig, zweiflächig                | Pumpsäule (laufend)                    | 0                                                     | 0              | weitere Bilder                             |
| Daaden 50° 44′ 16,1″ N, 7° 57′ 58,3″ O                         | Im Vorgarten von Haus Lamprechtstraße 39–41 steht ein gusseiserner Laufbrunnen                                                                                    | sechseckig                             | Pumpsäule (laufend)                    | 0                                                     | 0              | Brunnen in Lamprechtstraße 39–41           |
| Daaden 50° 44′ 17,8″ N, 7° 58′ 3,7″ O                          | Gusseiserner Laufbrunnen (Daaden), Denkmalschutz, mit landwirtschaftlichen Motiven geschmückt.                                                                    | sechseckig                             | Pumpsäule (laufend)                    | 0                                                     | 0              | weitere Bilder                             |
| Deesen 50° 30′ 34,5″ N, 7° 41′ 56,8″ O                         | Denkmalschutz, Lage: Sayntalstraße | rechteckig, fünfflächig                | einfacher Zulauf                       | 0                                                     | 0              | weitere Bilder                             |
| Dehlingen 50° 38′ 38,8″ N, 7° 52′ 27,6″ O                      | Denkmalschutz, Lage: Kirchweg, bei Nr. 13, Jahreszahl 1881 | rechteckig, vierflächig                | einfacher Zulauf                       | Limburger Eisengießerei & Maschinenfabrik Theodor Ohl | 1881           | weitere Bilder                             |
| Elsoff (Westerwald) (Mittelhofen) 50° 34′ 22″ N, 8° 6′ 23,3″ O | Denkmalschutz, Lage: Brunnenstraße, bei Nr. 11/13 | rechteckig, einflächig                 | Pumpsäule (laufend)                    | 0                                                     | 0              | weitere Bilder                             |
| Ettersdorf (Montabaur) 50° 23′ 44,7″ N, 7° 52′ 46,9″ O         | Denkmalschutz, Lage: Rübenstock, unterhalb der Kirche | rechteckig, dreiflächig                | einfacher Zulauf                       | 0                                                     | 0              | weitere Bilder                             |
| Freirachdorf 50° 34′ 58,5″ N, 7° 42′ 48,1″ O                   | Denkmalschutz | rechteckig, einflächig                 | Pumpsäule (laufend)                    | 0                                                     | 0              | weitere Bilder                             |
| Gehlert 50° 38′ 24,7″ N, 7° 49′ 43″ O                          | Denkmalschutz, Lage: Hauptstraße | rechteckig, vierflächig                | Pumpsäule (laufend)                    | 0                                                     | 0              | weitere Bilder                             |
| Giershausen 50° 22′ 57,3″ N, 7° 53′ 13,7″ O                    | 0 | rechteckig, fünfflächig                | Pumpsäule (laufend)                    | Michelbacher Hütte                                    | 0              | weitere Bilder                             |
| Goddert 50° 32′ 52,8″ N, 7° 44′ 33,1″ O                        | Einteilige Längsseite mit Rautenschmuck. Denkmalschutz, baugleich mit dem Brunnen in Mogendorf.                                                                   | rechteckig, einflächig                 | Pumpsäule (laufend)                    | 0                                                     | 0              | weitere Bilder                             |
| Herschbach 50° 34′ 25,8″ N, 7° 44′ 17,4″ O                     | Denkmalschutz. Standort Hauptstraße, gegenüber Nr. 43 | Achteckig                              | Pumpsäule (laufend) mit vier Auslässen | 0                                                     | 0              | weitere Bilder                             |
| Herschbach 50° 34′ 21,2″ N, 7° 44′ 8,9″ O                      | Denkmalschutz. Standort Rheinstraße, vor Nr. 1 | Achteckig                              | Pumpsäule (laufend)                    | 0                                                     | 0              | weitere Bilder                             |
| Heuzert 50° 41′ 56,9″ N, 7° 45′ 35,6″ O                        | Denkmalschutz, Lage: Mühlenweg | rechteckig, fünfflächig                | Einfacher Zulauf                       | 0                                                     | 0              | weitere Bilder                             |
| Hüblingen 50° 33′ 57″ N, 8° 5′ 10,7″ O                         | Denkmalschutz, Lage: Hauptstraße, gegenüber Nr. 11 | Achteckig                              | Pumpsäule (laufend) mit vier Abläufen  | 0                                                     | 0              | weitere Bilder                             |
| Hüblingen 50° 33′ 57,5″ N, 8° 5′ 7,3″ O                        | Denkmalschutz, Lage: Hauptstraße | Rechteckig, dreiflächig                | Einfacher Zulauf                       | 0                                                     | 0              | Brunnen in Hüblingen, Hauptstraße          |
| Hüblingen 50° 33′ 56,1″ N, 8° 5′ 7,9″ O                        | Denkmalschutz, Lage: Brunnenstraße, neben Nr. 3, aus dem Jahr 1902                                                                                                | 0                                      | 0                                      | 0                                                     | 1902           | weitere Bilder                             |
| Hunzel 50° 14′ 52,8″ N, 7° 50′ 3,4″ O                          | Lage: Auf dem Friedhof | 0                                      | 0                                      | 0                                                     | 0              | weitere Bilder                             |
| Lage: Auf dem Friedhof                                         | 0 | 0                                      | 0                                      | 0                                                     | weitere Bilder |                                            |
| Hunzel 50° 14′ 49,4″ N, 7° 50′ 21,1″ O                         | Denkmalschutz, Lage: Hauptstraße, bei Nr. 3 | 0                                      | 0                                      | 0                                                     | 0              | weitere Bilder                             |
| Hunzel 50° 14′ 54,5″ N, 7° 50′ 21,5″ O                         | Denkmalschutz, Lage: Lindenstraße, vor Nr. 11 | 0                                      | 0                                      | 0                                                     | 0              | weitere Bilder                             |
| Hunzel 50° 14′ 52,9″ N, 7° 50′ 17,5″ O                         | Denkmalschutz, Lage: Rathausstraße, gegenüber Nr. 1 | 0                                      | 0                                      | 0                                                     | 0              | weitere Bilder                             |
| Kirchen (Sieg)                                                 | Denkmalschutz, Lage: Hauptstraße | Rechteckig, einflächig                 | Einfacher Zulauf                       | 0                                                     | 0              | Brunnen in Kirchen                         |
| Kölbingen 50° 33′ 10,2″ N, 7° 56′ 9,2″ O                       | Denkmalschutz, Lage: Brunnenstraße, bei Nr. 1 | Sechseckig                             | Pumpsäule (laufend)                    | 0                                                     | 0              | weitere Bilder                             |
| Langenbach bei Kirburg 50° 42′ 9,6″ N, 7° 56′ 15,9″ O          | Denkmalschutz, Lage: Poststraße | Rechteckig, einflächig                 | Pumpsäule (laufend)                    | 0                                                     | 0              | weitere Bilder                             |
| Lautzenbrücken 50° 40′ 21,3″ N, 7° 57′ 52,4″ O                 | Denkmalschutz, Lage: Hauptstraße, bei Nr. 16 | 0                                      | 0                                      | 0                                                     | 0              | weitere Bilder                             |
| Linden 50° 36′ 6,7″ N, 7° 51′ 2,2″ O                           | Zwei rechteckige Brunnen mit gemeinsamer Säule | rechteckig, dreiflächig                | Säule                                  | Michelbacher Hütte                                    | 0              | weitere Bilder                             |
| Lochum 50° 36′ 34,6″ N, 7° 51′ 34,9″ O                         | Denkmalschutz, Lage: Hauptstraße | Rechteckig, vierflächig                | Pumpsäule (laufend)                    | 0                                                     | 0              | weitere Bilder                             |
| Maxsain 50° 32′ 36,7″ N, 7° 47′ 10,4″ O                        | Akanthusrosetten auf den dreigliedrigen Längsseiten und der einteiligen Schamseite. Denkmalschutz                                                                 | Rechteckig, dreiflächig                | Pumpsäule (laufend)                    | 0                                                     | 0              | weitere Bilder                             |
| Merenberg 50° 30′ 34,9″ N, 8° 11′ 29,7″ O                      | 0 | rechteckig, dreiflächig                | Mauer/Wand                             | Audenschmiede                                         | 0              | weitere Bilder                             |
| Mogendorf 50° 29′ 37,6″ N, 7° 45′ 28,6″ O                      | Denkmalschutz, Lage: Fuhrgasse, baugleich mit dem Brunnen aus Goddert                                                                                             | rechteckig, einflächig                 | Pumpsäule (laufend)                    | 0                                                     | 0              | weitere Bilder                             |
| Mörlen 50° 41′ 54,3″ N, 7° 52′ 56,5″ O                         | Denkmalschutz, Lage: Kirchweg | rechteckig, zweiflächig                | Pumpsäule (laufend)                    | 0                                                     | 0              | weitere Bilder                             |
| Mündersbach 50° 36′ 19,5″ N, 7° 43′ 52,6″ O                    | Denkmalschutz, Lage: Schulstraße | rechteckig, dreiflächig                | Pumpsäule (laufend)                    | 0                                                     | 0              | weitere Bilder                             |
| Nenderoth 50° 34′ 55,7″ N, 8° 11′ 53,3″ O                      | Lage: Kastanienweg, Ecke Hauptstraße | rechteckig, einflächig                 | Pumpsäule (laufend)                    | 0                                                     | 0              | Brunnen in Nenderoth, Kastanienweg         |
| Nenderoth 50° 34′ 51,6″ N, 8° 11′ 55,7″ O                      | Lage: Johannisburger Weg | rechteckig, einflächig                 | Pumpsäule (laufend)                    | 0                                                     | 1887           | Brunnen in Nenderoth, Johannisburger Weg   |
| Neunkhausen 50° 42′ 22,9″ N, 7° 54′ 10,6″ O                    | Denkmalschutz, Lage: Hauptstraße, vor Nr. 26. Ensemble von zwei Brunnen: Ein Sechseeckiger Brunnen mit Pumpsäule und als Überlauf ein rechteckiger Brunnen.       | rechteckig, vierflächig und sechseckig | Pumpsäule (laufend) mit vier Ausgängen | 0                                                     | 0              | weitere Bilder                             |
| Niederdreisbach 50° 44′ 42,1″ N, 7° 55′ 29″ O                  | Denkmalschutz, Lage: Brunnenstraße | sechseckig                             | Pumpsäule (laufend)                    | 0                                                     | 0              | weitere Bilder                             |
| Nistertal 50° 37′ 36,3″ N, 7° 53′ 39″ O                        | Denkmalschutz, Lage: Brunnenstraße, gegenüber Nr. 1 | rechteckig, dreiflächig                | Pumpsäule (laufend)                    | 0                                                     | 0              | weitere Bilder                             |
| Nomborn 50° 25′ 44,3″ N, 7° 54′ 49,1″ O                        | Lage: Hauptstraße | rechteckig                             | Pumpsäule (laufend)                    | 0                                                     | 0              | weitere Bilder                             |
| Reckenthal                                                     | Denkmalschutz, Lage: Tannenweg | rechteckig, fünfflächig                | einfacher Zulauf                       | 0                                                     | 0              | weitere Bilder                             |
| Rehe (Westerwald) 50° 38′ 7,3″ N, 8° 7′ 17,2″ O                | Denkmalschutz, Lage: Bergstraße | rechteckig, zweiflächig                | Pumpsäule (laufend)                    | 0                                                     | 0              | weitere Bilder                             |
| Rehe (Westerwald)                                              | Denkmalschutz, Lage: Hauptstraße, mit prächtigen Vogelmotiven geschmückt.                                                                                         | sechseckig                             | Pumpsäule (laufend)                    | 0                                                     | 0              | weitere Bilder                             |
| Rehe (Westerwald)                                              | Denkmalschutz, Lage: Rathausstraße | rechteckig, zweiflächig                | Pumpsäule (laufend)                    | 0                                                     | 0              | weitere Bilder                             |
| Reiferscheid 50° 39′ 12,4″ N, 7° 32′ 41,5″ O                   | Denkmalschutz, Lage: Mittelstraße/Brunnenstraße | 0                                      | 0                                      | 0                                                     | 0              | 0                                          |
| Rodenroth 50° 35′ 22,1″ N, 8° 14′ 44,1″ O                      | Denkmalschutz, Lage: Brunnenstraße o. Nr. | rechteckig, einflächig                 | Pumpsäule (laufend)                    | 0                                                     | 1892           | Brunnen in Rodenroth, Brunnenstraße o. Nr. |
| Salzburg (Westerwald) 50° 40′ 0,3″ N, 8° 2′ 49,9″ O            | Denkmalschutz, Lage: Köln-Leipziger-Straße, Abzweigung Brunnen- und Poststraße                                                                                    | rechteckig, einflächig                 | Pumpsäule (laufend)                    | 0                                                     | 0              | weitere Bilder                             |
| Salzburg (Westerwald) 50° 40′ 2,4″ N, 8° 2′ 51,2″ O            | Denkmalschutz, Lage: Köln-Leipziger-Straße, Abzweigung Waldstraße                                                                                                 | rechteckig, einflächig                 | Pumpsäule (laufend)                    | 0                                                     | 0              | weitere Bilder                             |
| Schenkelberg 50° 34′ 52,6″ N, 7° 46′ 52,4″ O                   | Dreiteiliger Längsseite mit Rautenschmuck. Denkmalschutz. Standort: Hauptstraße bei Nr. 20.                                                                       | rechteckig, dreiflächig                | Pumpsäule (laufend)                    | 0                                                     | 0              | weitere Bilder                             |
| Schupbach 50° 27′ 16,4″ N, 8° 10′ 10,4″ O                      | Auf den Gussplatten des Beckens sind als Sinnbilder der Elemente Ranken und Feuersäulen dargestellt. Denkmalschutz, Lage: Eckerstraße, an der Kirche              | 0                                      | 0                                      | 0                                                     | 0              | 0                                          |
| Seck 50° 34′ 34,9″ N, 8° 2′ 55″ O                              | Denkmalschutz, Lage: Beilsteiner Weg | sechseckig                             | Pumpsäule (laufend)                    | 0                                                     | 0              | weitere Bilder                             |
| Stein-Neukirch 50° 40′ 27,5″ N, 8° 2′ 50,2″ O                  | Denkmalschutz, Lage: Stein, Brunnenstraße | rechteckig, einflächig                 | Pumpsäule (laufend)                    | 0                                                     | 0              | weitere Bilder                             |
| Stein-Neukirch 50° 40′ 27,6″ N, 8° 2′ 55,4″ O                  | Denkmalschutz, Lage: Stein, Neukircher Straße | rechteckig, einflächig                 | Pumpsäule (laufend)                    | 0                                                     | 0              | weitere Bilder                             |
| Steinebach an der Wied 50° 36′ 36,7″ N, 7° 48′ 11,5″ O         | Denkmalschutz, Lage: Hachenburger Straße | rechteckig, einflächig                 | Pumpsäule (laufend)                    | 0                                                     | 0              | weitere Bilder                             |
| Steinebach an der Wied 50° 36′ 25,3″ N, 7° 48′ 53,7″ O         | Denkmalschutz, Lage: Ortsteil Langenbaum, Langenbaumer Straße | rechteckig, einflächig                 | Pumpsäule (laufend)                    | 0                                                     | 0              | weitere Bilder                             |
| Unnau 50° 38′ 44,3″ N, 7° 54′ 17,3″ O                          | Denkmalschutz, Lage: Erbacher Straße, bei Nr. 36 | rechteckig, dreiflächig                | Pumpsäule (laufend)                    | 0                                                     | 0              | weitere Bilder                             |
| Unnau 50° 38′ 53,6″ N, 7° 54′ 30,7″ O                          | Denkmalschutz, Lage: Brunnenstraße | rechteckig, einflächig                 | Pumpsäule (laufend)                    | 0                                                     | 0              | weitere Bilder                             |
| Wahlrod 50° 38′ 55,8″ N, 7° 42′ 54,9″ O                        | Denkmalschutz, Lage: Waldstraße, Jahreszahl 1909 | 0                                      | 0                                      | 0                                                     | 1909           | weitere Bilder                             |
| Waldmühlen 50° 35′ 12,1″ N, 8° 3′ 49,3″ O                      | Denkmalschutz, Lage: Holzbachstraße | sechseckig                             | Pumpsäule (laufend)                    | 0                                                     | 0              | weitere Bilder                             |
| Weißenberg 50° 41′ 5,5″ N, 8° 6′ 20″ O                         | Denkmalschutz, Lage: Hauptstraße, bei Nr. 9 | 0                                      | 0                                      | 0                                                     | 0              | weitere Bilder                             |
| Waldhausen 50° 29′ 56,4″ N, 8° 14′ 51,4″ O                     | Pumpsäule mit Schwengel später hinzugefügt | rechteckig, vierflächig                | Pumpsäule                              | Michelbacher Hütte                                    | 0              | weitere Bilder                             |
| Westernohe 50° 35′ 18,2″ N, 8° 5′ 54,5″ O                      | Denkmalschutz, Lage: Hauptstraße, bei Nr. 18 | achteckig                              | Pumpsäule (laufend)                    | 0                                                     | 0              | weitere Bilder                             |
| Wittgert                                                       | Denkmalschutz, Lage: Brunnenstraße | rechteckig, dreiflächig                | Pumpsäule (laufend)                    | 0                                                     | 0              | weitere Bilder                             |
| Zehnhausen bei Rennerod 50° 38′ 44,6″ N, 8° 3′ 38,1″ O         | Denkmalschutz, Lage: Hauptstraße. Der Brunnen ist auch Motiv des Wappens des Ortes.                                                                               | rechteckig, einflächig                 | Pumpsäule (laufend)                    | 0                                                     | 0              | weitere Bilder                             |

## Nicht mehr bestehende Brunnen
| Ort                                      | Beschreibung | Foto |
| ---------------------------------------- | --- | ---- |
| Eschbach 50° 21′ 21,6″ N, 8° 32′ 12,2″ O | Seit dem frühen 19. Jahrhundert verfügte Eschbach über eine Wasserversorgung über einen Brunnen an der Ecke Eichelgasse/Wiesenbornstraße sowie drei Laufbrunnen entlang der Hauptstraße. Der erste dieser Brunnen mit einem gusseisernen Trog befand sich vor Haus Michelbacher Straße 2, der zweite mit einem gusseisernen Doppeltrog befand sich vor der Hauptstraße 16. Der dritte Trog bestand aus Buntsandstein und ist als einziger erhalten. Er ist in einer Nische der südlichen Kirchhofmauer aufgestellt. | 0    |
| Arnoldshain 50° 15′ 37,8″ N, 8° 27′ 9″ O | Der Ende des 19. Jahrhunderts aufgestellte zweifeldrige Brunnen am Dallas gegenüber dem Rathaus wurde 1955 auf den Friedhof umgesetzt, nachdem anlässlich der 800-Jahr-Feier des Ortes ein neuer Brunnen aufgestellt wurde. Der alte gusseiserne Brunnen stand bis in die 1990er Jahre am Friedhof. | 0    |